# آدا بالمر روبرتس
آدا بالمر روبرتس (بالإنجليزية: Ada Palmer Roberts)‏ هي كاتِبة وشاعرة أمريكية، (و. 1852  م).